# Mobula tarapacana
Mobula tarapacana là một loài cá in the Mobulidae family. Nó được tìm thấy ở Brasil, Cabo Verde, Chile, Ivory Coast, Ai Cập, Indonesia, Nhật Bản, México, Palau, South Africa, Đài Loan, the Hoa Kỳ, and Venezuela. Môi trường sống tự nhiên của chúng là biển mở, biển nông, và rạn san hô.